# Subajna
Subajna (arab. سبينة) – miasto w Syrii, w muhafazie Damaszek. W 2004 roku liczyło 62 509 mieszkańców.